# قرار مجلس الأمن التابع للأمم المتحدة رقم 1032
قرار مجلس الأمن التابع للأمم المتحدة رقم 1032، المتخذ بالإجماع في 19 كانون الأول / ديسمبر 1995، بعد التذكير بجميع القرارات المتعلقة بقبرص، ولا سيما القراران 186 (1964) و1000 (1995)، عبر المجلس عن قلقه إزاء عدم إحراز تقدم في النزاع السياسي في قبرص ومدد ولاية قوة الأمم المتحدة لحفظ السلام في قبرص حتى 30 حزيران / يونيو 1996.
دعا مجلس الأمن السلطات العسكرية على الجانبين إلى ضمان عدم وقوع أي حوادث على طول المنطقة العازلة والتعاون مع قوة الأمم المتحدة لحفظ السلام في قبرص، لا سيما فيما يتعلق بتمديد اتفاقية عدم التشغيل لعام 1989 لتشمل جميع مناطق المنطقة العازلة التي لم يتم الامتثال لها بعد. وطُلب من الأمين العام بطرس بطرس غالي الإبقاء على هيكل وقوة قوة حفظ السلام قيد المراجعة بهدف إعادة هيكلتها إذا لزم الأمر. وأجرت قوة الأمم المتحدة أيضا استعراضاً للشؤون الإنسانية وأيد المجلس توصياتها.
تم حث جميع الأطراف المعنية على الالتزام بخفض القوات الأجنبية في قبرص وخفض الإنفاق الدفاعي، كخطوة أولى نحو انسحاب القوات غير القبرصية على النحو المقترح في "مجموعة الأفكار". أعرب القرار عن أسفه لفشل الطرفين، وفقًا للقرار 839 (1993)، في الدخول في مناقشات بهدف حظر الذخيرة الحية وإطلاق الأسلحة داخل نطاق المنطقة العازلة. تم حث قادة قبرص وشمال قبرص على تعزيز التسامح والمصالحة بين الطائفتين، ورحب بجهود الأمين العام للحفاظ على الاتصالات مع كلا الزعيمين. وأوليت أهمية لتنفيذ تدابير بناء الثقة في القرار 939 (1994).
وطُلب من الأمين العام أن يقدم تقريراً إلى المجلس بحلول 10 حزيران / يونيو 1996 بشأن التطورات في الجزيرة.

## روابط خارجية
- نص القرار في undocs.org